# صائدو الأشباح
صائدو الأشباح (بالإنجليزية: Ghostbusters)‏ هو فيلم كوميدي تم إنتاجه في الولايات المتحدة وصدر في سنة 1984. الفيلم من كتابة دان أيكرويد.

## بطولة
- بيل موري
- دان أيكرويد
- سيغورني ويفر

## الميزانية والإيرادات
بلغت تكلفة إنتاج الفيلم حوالي 30 مليون دولار بينما حقق أرباحا تقدر بـ 291,632,124 دولار.

## وصلات خارجية
- صائدو الأشباح على موقع IMDb (الإنجليزية)
- صائدو الأشباح على موقع ميتاكريتيك (الإنجليزية)
- صائدو الأشباح على موقع روتن توميتوز (الإنجليزية)
- صائدو الأشباح على موقع نتفليكس (الإنجليزية)
- صائدو الأشباح على موقع قاعدة بيانات الأفلام العربية
- صائدو الأشباح على موقع ألو سيني (الفرنسية)
- صائدو الأشباح على موقع Turner Classic Movies (الإنجليزية)
- صائدو الأشباح على موقع أول موفي (الإنجليزية)
- صائدو الأشباح على موقع بوكس أوفيس موجو (الإنجليزية)
- صائدو الأشباح على موقع فيلمافينيتي (الإسبانية)

1. 1 2 3 4 5 6  وصلة مرجع: http://www.metacritic.com/movie/ghostbusters. الوصول: 13 أبريل 2016.
2. ↑  وصلة مرجع: http://www.imdb.com/title/tt0087332/. الوصول: 13 أبريل 2016.
3. ↑  وصلة مرجع: http://www.boxofficemojo.com/movies/?id=ghostbusters.htm.
4. ↑  وصلة مرجع: http://www.sfi.se/sv/svensk-filmdatabas/Item/?itemid=6494&type=MOVIE&iv=Basic.
5. ↑  "قاعدة بيانات الأفلام على الإنترنت" (بالإنجليزية). Retrieved 2017-04-14.{{استشهاد ويب}}:  صيانة الاستشهاد: لغة غير مدعومة (link)
6. 1 2 3  وصلة مرجع: http://www.imdb.com/title/tt0087332/locations?ref_=tt_dt_dt.
7. 1 2 3 4 5 6 7  وصلة مرجع: http://movie-locations.com/movies/g/ghostbusters.html#.WBqhhPmLSiM.
8. 1 2 3 4 5  وصلة مرجع: http://www.allocine.fr/film/fichefilm_gen_cfilm=437.html. الوصول: 13 أبريل 2016.
9. ↑  وصلة مرجع: http://www.mafab.hu/movies/szellemirtok-3321.html. الوصول: 13 أبريل 2016.
10. 1 2 3 4 5  وصلة مرجع: http://www.adorocinema.com/filmes/filme-437/. الوصول: 13 أبريل 2016.
11. 1 2 3 4 5 6 7 8 9 10 11  وصلة مرجع: http://www.imdb.com/title/tt0087332/fullcredits. الوصول: 13 أبريل 2016.
12. 1 2 3  وصلة مرجع: http://movieweb.com/movie/ghostbusters/. الوصول: 13 أبريل 2016.
13. 1 2  مُعرِّف قاعدة بيانات الأفلام على الإنترنت (IMDb): tt0087332. الوصول: 12 سبتمبر 2016.
14. ↑  مذكور في: بوكس أوفيس موجو. الوصول: 7 مارس 2019. لغة العمل أو لغة الاسم: الإنجليزية.
15. ↑  "بوكس أوفيس موجو" (بالإنجليزية). Retrieved 2022-04-24.